# Thorius insperatus
Espèce
Statut de conservation UICN

 CR  : 
En danger critique
Thorius insperatus est une espèce d'urodèles de la famille des Plethodontidae.

## Répartition
Cette espèce est endémique de l'État d'Oaxaca au Mexique. Elle se rencontre à 1 500 m d'altitude sur le versant Nord du Cerro Pelón dans la Sierra Juárez,.

## Étymologie
Le nom spécifique insperatus vient du latin insperatus, « inattendu », en référence à la surprise au fait que deux espèces coexistaient à basse altitude sur le Cerro Pelón.

## Publication originale
- Hanken & Wake, 1994 : Five new species of minute salamanders, genus Thorius (Caudata: Plethodontidae), from northern Oaxaca, Mexico. Copeia, vol. 1994, no 3, p. 573-590.